# Amelie Intert
Amelie Intert (* 30. Juni 1996) ist eine deutsche Tennisspielerin aus Wahlstedt.

## Karriere
Intert, die mit sechs Jahren das Tennisspielen begann, gewann bislang einen Doppeltitel auf dem ITF Women’s Circuit.
Sie spielte 2010 für den TC Rot-Weiß Wahlstedt, mit dem sie aufstieg und 2011 in der 1. Tennis-Bundesliga spielte. Ebenso trat sie 2016 für Wahlstedt an. 2018 spielte sie in der 1. Tennis-Bundesliga für den Club an der Alster Hamburg.
Seit Juli 2018 bestritt Intert kein professionelles Turnier mehr, wodurch sie seit Mitte November 2018 nicht mehr in der Weltrangliste geführt wird.

## Turniersiege

### Doppel
| Nr. | Datum        | Turnier             | Kategorie   | Belag     | Partnerin         | Finalgegnerinnen                | Ergebnis         |
| --- | ------------ | ------------------- | ----------- | --------- | ----------------- | ------------------------------- | ---------------- |
| 1.  | 4. Juli 2015 | Scharm asch-Schaich | ITF $10.000 | Hartplatz | Luisa Marie Huber | Ola Abou Zekry Eleni Kordolaimi | 6:2, 2:6, [10:7] |